# Fořt (Černý Důl)
Fořt (německy Forst) je malá vesnice, část městyse Černý Důl v okrese Trutnov. Nachází se asi 5,5 km na jih od Černého Dolu. V roce 2014 zde bylo evidováno 44 adres. V roce 2001 zde trvale žilo 42 obyvatel.
Fořt je také název katastrálního území o rozloze 2,15 km2.

## Historie
První písemná zmínka o obci pochází z roku 1476.

## Pamětihodnosti
- Kostel Nejsvětější Trojice
- Zámek Fořt
- Sloup se sochou sv. Jana Nepomuckého